# Avraham Jechesk’el

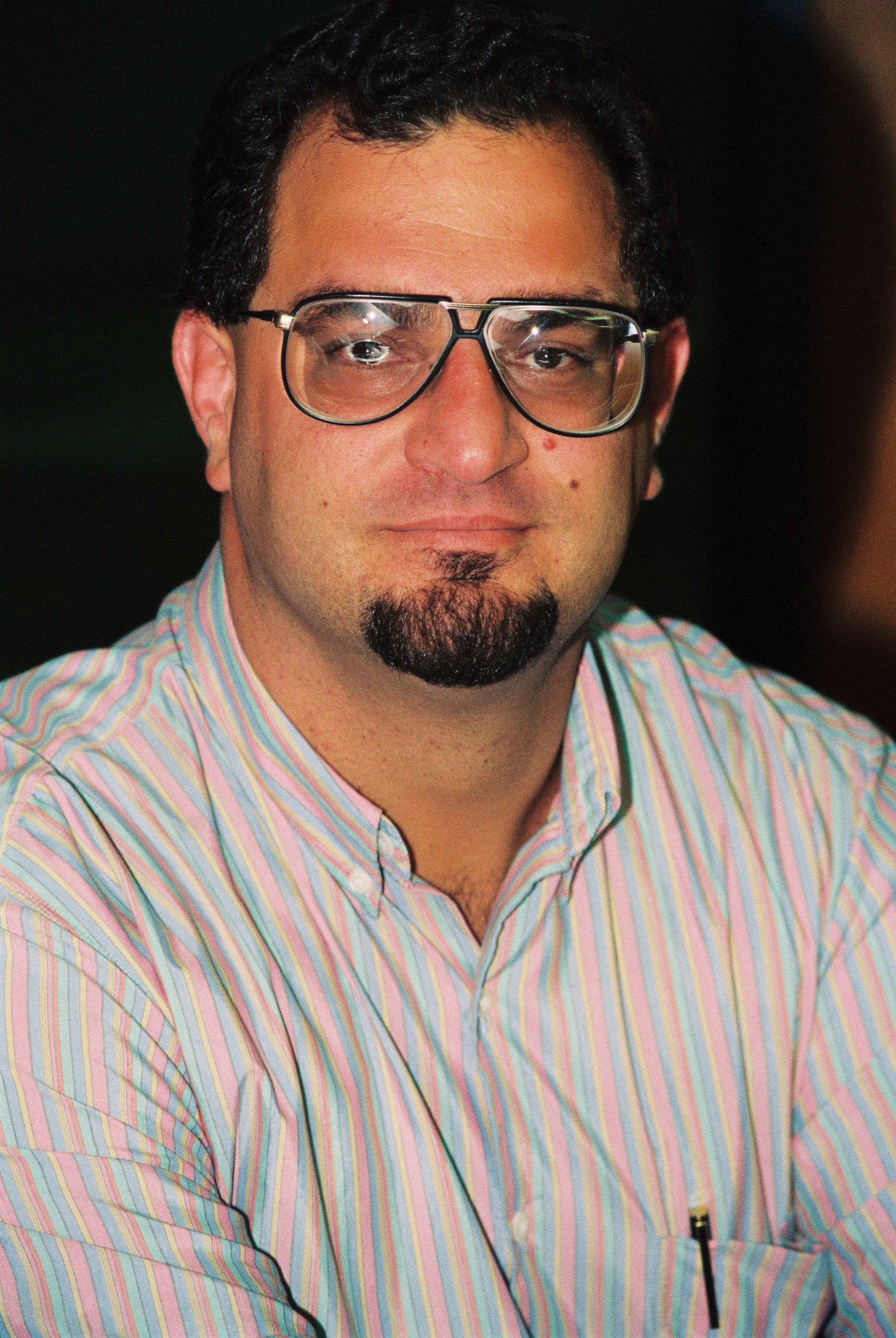
Avi Yehezkel

Avraham Jechesk’el (hebräisch אברהם יחזקאל‎; * 10. Juni 1958 in Tel Aviv) ist ein ehemaliger israelischer Politiker.

## Politik
Halpert war von der 13. bis zur 16. Legislaturperiode Knessetabgeordneter. Zuerst war er Knessetabgeordneter des Awoda (1992–1999), anschließend war er Knessetabgeordneter des Jisra’el Achat (1999–2001). Danach war er Knessetabgeordneter des Awoda (2001–2003 und 2006). Des Weiteren war er in der 29. Legislaturperiode vom 7. März 2001 bis 2. November 2002 als Abgeordneter der Awoda stellvertretender Verkehrsminister.

## Leben
Er erwarb einen BA in Wirtschaft an der Universität Tel Aviv und einen MA in Rechtswissenschaften an der Bar-Ilan-Universität.